# Döbelnové
Döbelnové (německy (von) Döbeln) je jméno švédského šlechtického rodu s původem v německém Rostocku. Lékař Johan Jacob Döbelius odešel roku 1696 do Švédska.
Někteří významní členové rodu:
- Georg Carl von Döbeln (1758–1820), švédský generál
- Johan Jacob Döbelius starší, též Johann Jakob Döbel(n) (1640–1684), německý lékař a vysokoškolský učitel v Rostocku
- Johan Jacob Döbelius, od roku 1717 Johan Jakob von Döbeln (1674–1743), syn, německý lékař a vysokoškolský učitel ve švédském Lundu